# Grevie, Båstads kommun
Grevie är en tätort i Båstads kommun belägen i Grevie socken i Skåne.
Grevie ligger mitt på Bjärehalvön. I Grevie finns livsmedelsaffär, bibliotek, frisersalong och förskolor. Grevie kyrkby med Grevie kyrka ligger cirka två kilometer söder om Grevie.
Grevie tätort har Båstad kommuns största privata arbetsgivare som är Lindab med  tillverkningsenheterna Lindab Ventilation och Lindab Steel. N.P. Nilssons trävaruaktiebolag har funnits i Grevie sedan 1907 och är byns äldsta företag.
Grevie var tidigare en viktig mötesplats för järnvägen på västkustbanan, men sedan Hallandsåstunnelns öppnande har järnvägsspåren tagits bort för att 2017 ge plats till en gång- och cykelväg mellan Grevie och Båstad.

## Befolkningsutveckling
| Befolkningsutvecklingen i Grevie, Båstads kommun 1960–2020 | Befolkningsutvecklingen i Grevie, Båstads kommun 1960–2020 | Befolkningsutvecklingen i Grevie, Båstads kommun 1960–2020 | Befolkningsutvecklingen i Grevie, Båstads kommun 1960–2020 | Befolkningsutvecklingen i Grevie, Båstads kommun 1960–2020 |
| ---------------------------------------------------------- | ---------------------------------------------------------- | ---------------------------------------------------------- | ---------------------------------------------------------- | ---------------------------------------------------------- |
|                                                            |                                                            |                                                            |                                                            |                                                            |
| År                                                         |                                                            |                                                            | Folkmängd                                                  | Areal (ha)                                                 |
| 1960                                                       | 1960                                                       |                                                            | 372                                                        |                                                            |
| 1965                                                       | 1965                                                       |                                                            | 451                                                        |                                                            |
| 1970                                                       | 1970                                                       |                                                            | 630                                                        |                                                            |
| 1975                                                       | 1975                                                       |                                                            | 700                                                        |                                                            |
| 1980                                                       | 1980                                                       |                                                            | 722                                                        |                                                            |
| 1990                                                       | 1990                                                       |                                                            | 837                                                        | 101                                                        |
| 1995                                                       | 1995                                                       |                                                            | 801                                                        | 102                                                        |
| 2000                                                       | 2000                                                       |                                                            | 767                                                        | 110                                                        |
| 2005                                                       | 2005                                                       |                                                            | 769                                                        | 112                                                        |
| 2010                                                       | 2010                                                       |                                                            | 788                                                        | 118                                                        |
| 2015                                                       | 2015                                                       |                                                            | 937                                                        | 204                                                        |
| 2020                                                       | 2020                                                       |                                                            | 979                                                        | 194                                                        |
|                                                            |                                                            |                                                            |                                                            |                                                            |